# Mesoleptus distans
Mesoleptus distans là một loài tò vò trong họ Ichneumonidae.